# Simona Vinci
Pour les articles homonymes, voir Da Vinci.
Simona Vinci, née le 6 mars 1970 à Milan en Lombardie, est une romancière italienne.

## Biographie
Diplômée de l'université de Bologne en littérature moderne, elle publie en 1997 à l’âge de vingt-sept ans son premier roman Où sont les enfants ? (Dei bambini non si sa niente), suivi de son premier roman pour la jeunesse Cours, Matilda ! (Corri Matilda) en 1998 et d’un recueil de nouvelles intitulé Dans tous les sens comme l’amour (In tutti i sensi come l'amore) en 1999. Ces écrits mêlant amour, enfance et violence sont bien reçus en Italie et traduits en plusieurs langues, ce qui permet à la romancière d'accéder à la reconnaissance du milieu littéraire. Elle collabore à l'émission culturelle Cinderella pour la radio italienne et Milonga Station pour la télévision italienne et poursuit sa carrière de romancière en publiant notamment Comme avant les mères (Come prima delle madri) en 2003 et Chambre 411 (Stanza 411) en 2006.
En 2016, elle remporte le prix Campiello pour son roman La prima verità, livre dont l'action se déroule principalement sur l'île grecque de Leros et à Budrio, commune italienne ou réside la romancière.

## Œuvre

### Romans
- Dei bambini non si sa niente (1997) Publié en français sous le titre Où sont les enfants ?, Paris, Gallimard, La Noire, 2000, traduction de Jean-Marie Laclavetine.
- Come prima delle madri (2003) Publié en français sous le titre Comme avant les mères, Paris, Gallimard, La Noire, 2005, traduction d’Arlette Lauterbach.
- Brother and sister (2004)
- Stanza 411 (2006) Publié en français sous le titre Chambre 411, Paris, Robert Laffont, coll. Pavillons, 2007, traduction de Vincent Raynaud.
- Rovina (2007)
- Strada Provinciale Tre (2007)
- Nel bianco (2008)
- La prima verità (2016)
- Parla, mia paura (2017)

### Littérature d'enfance et de jeunesse
- Corri Matilda (1998) Publié en français sous le titre Cours, Matilda !, Paris, Hachette, coll. Eclipse, 1999, réédition Syros jeunesse, 2002, traduction de Noémie Trapletti.
- Matilda city (1998)
- Scheletrina - Cicciabomba (2012) (avec Raffaella Ligi)

### Recueils de nouvelles
- In tutti i sensi come l'amore (1999) Publié en français sous le titre Dans tous les sens comme l’amour, Paris, Gallimard, La Noire, 2003, traduction d’Arlette Lauterbach.

### Nouvelles
- Suino pesante padano (2008)
- Un'altra solitudine (2008)

## Prix et distinctions notables
- 2003 : Prix Brancati pour le roman Comme avant les mères (Come prima delle madri)
- 2003 : Nomination au Prix Campiello pour le roman Comme avant les mères (Come prima delle madri)
- 2008 : Prix Dessi (it)
- 2016 : Prix Campiello pour le roman La prima verità